# 帕布獸鱷屬
帕布兽鱷屬（屬名：Pabwehshi）是鱷形超目包鲁鱷科的一屬。正模標本（編號GSP-UM 2000）是一個部分上頜與下頜。化石發現於巴基斯坦俾路支省的Pab組地層，地質年代相當於白堊紀晚期的馬斯垂克階。帕布兽鱷是第一個發現於南亞的白堊紀鱷形類。牠們的嘴部牙齒互相交錯，邊緣成鋸齒狀。
在2001年，傑佛瑞·威爾森（Jeffrey A. Wilson）等人將這些化石敘述、命名。模式種是巴基斯坦帕布兽鱷（P. pakistanensis） ，屬名意為「Pab的野獸」，wehshi在烏爾都語意為「野獸」。
在早期分類法裡，帕布兽鱷被歸類於包鲁鱷科，是犬齒鱷、包魯鱷的近親。在2007年，其他研究人員發現帕布兽鱷與西貝鱷類的佩羅鱷科有相似處。在2011年，Montefeltro等人發現帕布兽鱷的上頜顎部有個矢狀隆起部，這是種包鲁鱷科的特徵，但他們沒有提出帕布兽鱷在種系發生學上的演化、分類位置。